# Uniwersyteckie I Liceum Ogólnokształcące im. Juliusza Słowackiego w Chorzowie
Uniwersyteckie I Liceum Ogólnokształcące im. Juliusza Słowackiego w Chorzowie – liceum ogólnokształcące w Chorzowie.

## Historia Szkoły
Początki chorzowskiego szkolnictwa, a tym samym i szkoły sięgają roku 1867, kiedy to, w rok po powstaniu miasta Królewska Huta, otwarto w mieście wielowyznaniową, prywatną szkołę dla chłopców Privat Familien – Vereinsschule, którą w 1872 r. przejęło miasto, a na jej bazie utworzono Gimnazjum, które 15 października 1877 r. zainaugurowało swoją pracę, zaś w 1884 r. zostało upaństwowione. 5 września 1922 r. zainaugurowano działalność polskiego gimnazjum im. Odrowążów w budynku przy ul. Gimnazjalnej – obecnej ul. Powstańców. Dziesięć lat później, w roku 1932 utworzono Liceum Koedukacyjne im. Josepha von Eichendorffa w Królewskiej Hucie w obecnym budynku I LO w Chorzowie, której naukę pobierali przede wszystkim przedstawiciele mniejszości niemieckiej.
Po zmianie granic miasta w 1934 r. i powstaniu Chorzowa, nadano nowej szkole nazwę Państwowe Gimnazjum im. Odrowążów w Chorzowie. W 1937 r. przy Gimnazjum utworzono liceum z wydziałami: klasycznym i humanistycznym.
We wrześniu 1939 roku, po zajęciu miasta przez Niemców, miała miejsce likwidacja szkoły. Państwowe Gimnazjum i Liceum w Chorzowie wznowiło działalność w siedzibie przy ul. gen. H. Dąbrowskiego dnia 24 lutego 1945, w budynku dawnego niemieckiego prywatnego gimnazjum im. Josepha von Eichendorffa.
W 1948 przekształcono gimnazjum i liceum w Szkołę Ogólnokształcącą Męską Stopnia Podstawowego i Licealnego, która dwa lata później została objęta patronatem Towarzystwa Przyjaciół Dzieci.
12 grudnia 1958 roku nadano szkole imię Juliusza Słowackiego.
1 września 2007 roku, na mocy umowy o współpracy dydaktycznej pomiędzy Uniwersytetem Śląskim a I Liceum Ogólnokształcącym im. J. Słowackiego i uchwały Rady Miasta Chorzów, powstaje Akademicki Zespół Szkół Ogólnokształcących, w skład którego oprócz Liceum wchodzi Gimnazjum Dwujęzyczne. Po likwidacji gimnazjów, szkoła zmieniła nazwę na Uniwersyteckie I Liceum Ogólnokształcące im. Juliusza Słowackiego.

### Budynek szkoły
Budynek został wybudowany w okresie międzywojennym z przeznaczeniem na szkołę im. Josepha von Eichendorffa dla mniejszości niemieckiej w Królewskiej Hucie. Inwestorem była spółka „Nostra” utworzona w celu budowy szkół dla mniejszości niemieckiej w polskiej części Górnego Śląska.
Projekt budynku powstał w 1931 roku. Odzwierciedlał on architektoniczną koncepcję modernizmu, w tym przypadku silnie inspirowaną Bauhausem. Kierunek ten późnej został przez nazistów uznany za sztukę zdegenerowaną i po ich dojściu do władzy 1933 roku został przez nich odrzucony. Projektantem budynku był Spiller (imię projektanta nie jest znane). Otwarcie szkoły, połączone z poświęceniem budynku, miało miejsce 18 września 1932 roku.
Powstał częściowo trójkondygnacyjny, a częściowo czterokondygnacyjny budynek, z użytkowymi suterynami, na planie litery „U” o powierzchni 2 120m² i kubaturze ponad 30 000 m³. W chwili oddania miał 12 sal lekcyjnych, siedem pracowni przedmiotowych, aulę, salę gimnastyczną z w pełni wyposażoną sceną teatralną oraz szereg pomieszczeń gospodarczych i biurowych. Pracownie tematyczne składały się z sal wykładowych (w tym jedna z nich jako amfiteatralna), sal przeznaczonych do ćwiczeń i pomieszczeń na pomoce naukowe. Ponadto powstały: biblioteka, pracownia geograficzna i sala do nauki rysunku. W suterynie urządzone były pracownie obróbki drewna i metalu. Zachowało się umeblowanie gabinetu dyrektora szkoły oraz częściowo pokoju nauczycielskiego z dużym stołem konferencyjnym i umeblowanie, też częściowo, pracowni przedmiotowych. Korytarze wykończono lamperiami z ryflowanego lastriko, a hol główny – ceramicznymi płytkami szkliwionymi w pomarańczowym kolorze charakterystycznym dla Bauhausu. Do stylistyki Bauhausu nawiązują drzwi wejściowe i wahadłowe do korytarzy. Budynek jest wpisany do rejestru zabytków pod numerem A/318/10.

## Szkoła akademicka
Szkoła funkcjonowała jako I Liceum Ogólnokształcące im. Juliusza Słowackiego w Chorzowie do roku 2007, kiedy to utworzono przy Liceum Gimnazjum Dwujęzyczne. Obie szkoły zostały włączone w skład Akademickiego Zespołu Szkół Ogólnokształcących i objęte patronatem naukowym Uniwersytetu Śląskiego.
Część wykładów akademickich skierowanych do uczniów Zespołu jest prowadzonych przez wykładowców i doktorantów UŚ, odbywają się one zarówno w Akademickim Zespole, jak i w budynkach Uniwersytetu.
9 maja 2016 roku w siedzibie rektora UŚ dyrektor Przemysław Fabjański, prezydent miasta Chorzowa oraz Rektor UŚ podpisali umowę, na mocy której od 1 września 2016 roku nazwa liceum zostanie zmieniona na Uniwersyteckie I Liceum Ogólnokształcące im. Juliusza Słowackiego w Akademickim Zespole Szkół Ogólnokształcących w Chorzowie.

## System specjalizacji (profile nauczania) w Uniwersyteckim I Liceum Ogólnokształcącym
Od roku 1994 w Liceum funkcjonuje autorski system kształcenia w ramach międzyklasowych bloków specjalizacyjnych. Wdrożenie systemu, którego autorem jest dr n. mat. Marek Piętka – wicedyrektor Liceum, nastąpiło po jego pozytywnym zaopiniowaniu przez Przewodniczącego Krajowej Rady Nauki – prof. dr hab. Tadeusza Wilocha, pracowników naukowych Instytutu Badań Pedagogicznych w Warszawie, Uniwersytetu Śląskiego w Katowicach, Uniwersytetu Marii Skłodowskiej-Curie w Lublinie oraz Centralnego Ośrodka Doskonalenia Nauczycieli w Warszawie.
Uczniowie przystępujący do wyboru profili w 1994 roku mieli do wyboru 18 trójprzedmiotowych specjalizacji. W wyniku zmian organizacyjnych w Liceum jest ich około 100. Wyboru profili nauczania, czyli rozszerzeń programowych lub bloków specjalizacyjnych, uczeń dokonuje w II semestrze klasy pierwszej. Klasy pierwsze zróżnicowane są jedynie pod względem językowym. Wybór profili dokonuje się poprzez wskazanie trzech wiodących zajęć edukacyjnych, które realizowane są w klasie drugiej i trzeciej w tygodniowym wymiarze „po dwie dodatkowe godziny każdego przedmiotu”.
Istnieje możliwość wyboru przedmiotów dodatkowych, a także zmiany bloku specjalizacyjnego w trakcie nauki, w tym przypadku konieczne jest jednak uzupełnienie różnic programowych.

## Języki obce
Gimnazjaliści w szkole uczą się języków: angielskiego i francuskiego, niemieckiego lub hiszpańskiego. Ponadto część przedmiotów (np. geografia, chemia, biologia lub fizyka) od drugiej klasy włącznie jest w części wykładana w języku angielskim. Kandydaci do Gimnazjum Dwujęzycznego muszą przystąpić do sprawdzianu predyspozycji językowych, częściowo w języku angielskim, którego wynik ma zasadnicze znaczenie przy przyjęciu ich do szkoły.
W liceum, z uwagi na system specjalizacji, a nie tradycyjnych profili, klasy są zróżnicowane pod względem języków. Istnieje kilka możliwości ich doboru. Kandydaci mogą wybrać język hiszpański, niemiecki lub francuski jako drugi język obcy nowożytny.
Część oddziałów licealnych realizuje program nauczania języka angielskiego pn. Cambridge, przygotowujący do egzaminów ESOL. Absolwenci oddziałów Cambridge uzyskują międzynarodowe certyfikaty językowe CPE lub CAE.

## Miejsce w rankingu szkół ponadgimnazjalnych
W Ogólnopolskim Rankingu Szkół Ponadgimnazjalnych Perspektyw i Rzeczpospolitej liceum zajęło w skali kraju (na około 8.500 szkół):
– 158. miejsce w roku 2016 (16. miejsce w województwie śląskim; 41. miejsce w ogólnopolskim rankingu olimpijskim, 2. miejsce w województwie śląskim),
– 232. miejsce w roku 2015 (25. miejsce w województwie śląskim; 39. miejsce w ogólnopolskim rankingu olimpijskim, 3. miejsce w województwie śląskim),
– 214. miejsce w roku 2014 (22. miejsce w województwie śląskim; 40. miejsce w ogólnopolskim rankingu olimpijskim, 3. miejsce w województwie śląskim),
– 131. miejsce w roku 2013 (10. miejsce w województwie śląskim; 39. miejsce w ogólnopolskim rankingu olimpijskim, 3. miejsce w województwie śląskim),
– 167. miejsce w roku 2012 (18. miejsce w województwie śląskim; 99. miejsce w ogólnopolskim rankingu olimpijskim, 9. miejsce w województwie śląskim),
– 138. miejsce w roku 2011 (14. w województwie śląskim),
– 104. miejsce w roku 2010 (13. w województwie śląskim),
– 66. miejsce w roku 2009 (8. w województwie śląskim),
– 88. miejsce w roku 2008,
– 32. miejsce w roku 2007,
– 50. miejsce w roku 2006,
– 329. miejsce w roku 2005,
– 99. miejsce w roku 2004.

## Absolwenci
Gimnazjum im. Odrowążów w Chorzowie ukończyli m.in.:
- Benedykt Rymer – harcerz, członek sztabu Okręgu Śląskiego Związku Walki Zbrojnej
- Michał Rymer – harcerz, dziennikarz, kurier sztabu Okręgu Śląskiego Związku Walki Zbrojnej
- Jerzy Stroba – arcybiskup metropolita poznański
- Aleksander Tarnawski – inżynier chemik, major Wojska Polskiego, oficer broni pancernej Polskich Sił Zbrojnych i Armii Krajowej, cichociemny

Absolwentami chorzowskiego liceum są m.in.:
- Jacek Bednarz – piłkarz, reprezentant Polski w piłce nożnej
- Jerzy Buzek – premier Polski w latach 1997–2001
- Barbara Fedyszak-Radziejowska – polska socjolog i etnograf
- Wojciech Gasparski – profesor dr hab., dyrektor Centrum Etyki Biznesu CEBI w Warszawie, polski prekursor etyki życia gospodarczego
- Bartosz Gelner – aktor teatralny i filmowy
- Maciej Kiedik – chemik
- Bogdan Koczy – dyrektor Szpitala Chirurgii Urazowej w Piekarach Śląskich
- Dawid Kostempski – były prezydent Świętochłowic
- Michał Lubina – polski politolog, podróżnik, badacz stosunków międzynarodowych
- Henryk Mercik – polityk i architekt
- Maria Nowak – posłanka na Sejm Rzeczypospolitej Polskiej IV i V kadencji
- Krzysztof Składowski – dyrektor Centrum Onkologii w Gliwicach
- Antoni Trzmiel – dziennikarz Telewizji Polskiej i Polskiego Radia
- Barbara Zygmańska – polska autorka opracowań turystycznych, przewodniczka turystyczna
- Halina Żakowa – paleontolog i geolog